# Etroplus suratensis
Etroplus suratensis är en fiskart som först beskrevs av Bloch, 1790.  Etroplus suratensis ingår i släktet Etroplus och familjen Cichlidae. IUCN kategoriserar arten globalt som livskraftig. Inga underarter finns listade i Catalogue of Life.